# Al Markada
Al Markada  (in arabo المركاض‎?), ancxhe indicato come Al Merkadh, è un quartiere di Dubai, si trova nel settore occidentale di Dubai, a sud di Bur Dubai.

## Territorio
Il territorio si sviluppa su un'area di 10,4 km² nella zona a sud di Bur Dubai.
È delimitato a nord dalla Ras Al Khor Road, a est dalla Dubai Al Ain Road (anche nota come E 66), a sud dal quartiere di Nad Al Sheba e a ovest dal quartiere di Al Quoz.
La zona occidentale del quartiere, chiamata Mohammed Bin Rashid Al Maktoum City, è adibita a zona residenziale L'area occupata dalle abitazioni è conosciuta come District One. In questa zona è in via di realizzazione anche il Meydan One Mall, uno dei centri commerciali più grandi di Dubai con oltre 550 punti vendita.